# Tricalysia coriacea
Tricalysia coriacea là một loài thực vật có hoa trong họ Thiến thảo. Loài này được (Benth.) Hiern miêu tả khoa học đầu tiên năm 1877.